# Temple des ancêtres impériaux

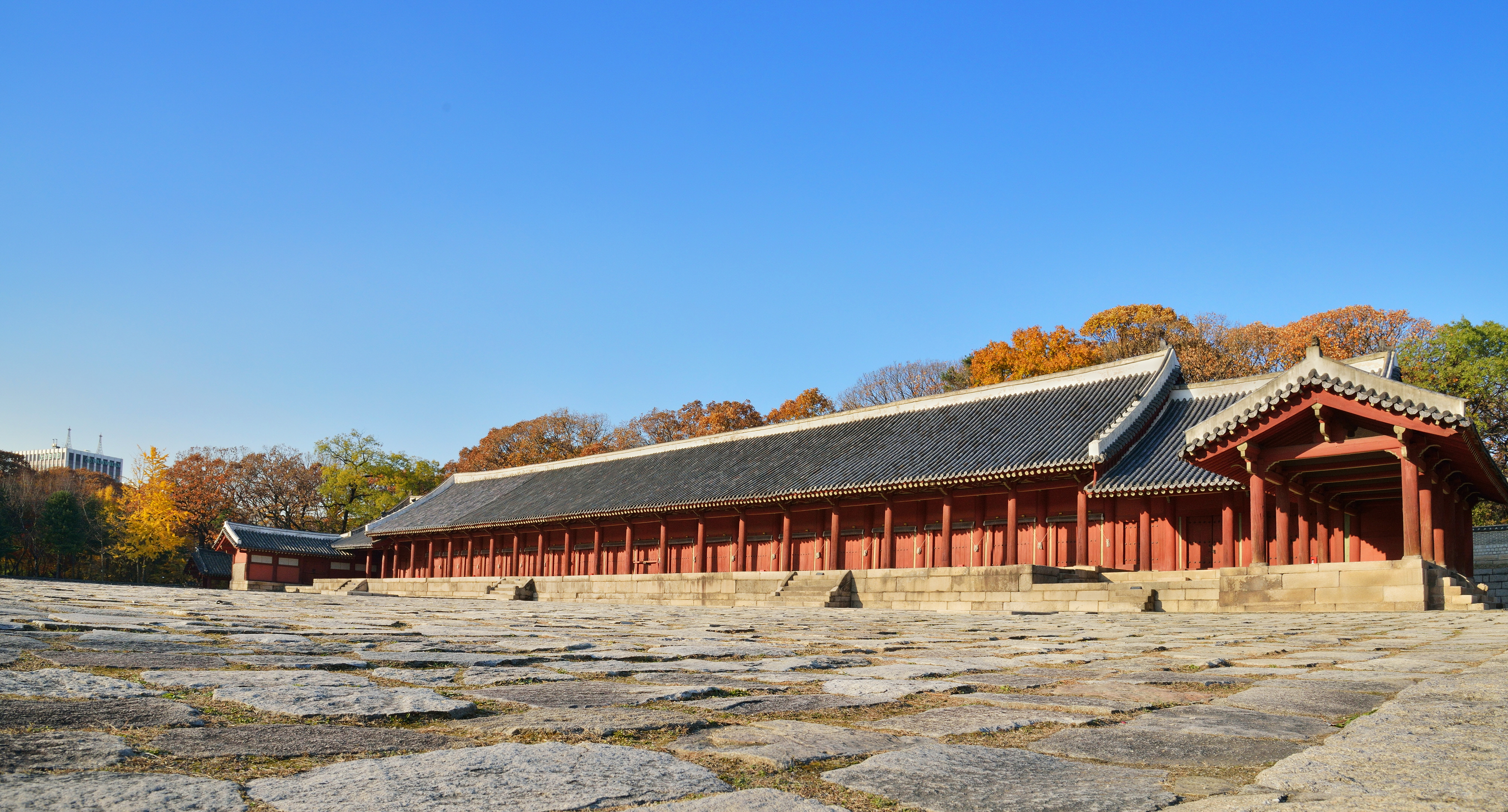
Temple

Un temple des ancêtres impériaux (chinois : 太庙 ; pinyin : tàimiào) est un type de temple de différentes dynasties dans le monde chinois, lié aux traditions confucianistes du culte des ancêtres.
En Chine :
- Temple des ancêtres impériaux de Pékin
- Temple des ancêtres de Chengjing (盛京太庙) à Chaoyang
- Il y a eu un temple des ancêtres impériaux à Nankin, sous les

En Corée :
- L'actuel sanctuaire de Jongmyo

Au Viêt Nam (vietnamien : Thái Miếu (太廟) ou Thái Tổ Miếu (太祖廟) :
- Thái Tổ miếu (vi), à Hué, ancienne capitale impériale du Viêt Nam ;
- Đền Lý Bát Đế (vi), à Từ Sơn, proche de Hanoï.